# Ladybeard
Richard Magarey (Adelaida, 3 de agosto de 1983), más conocido bajo su nombre artístico de Ladybeard (レディビアード Redi Biādo?), es un músico y luchador profesional australiano, siendo también fundador y exvocalista de la banda Ladybaby. Actualmente es vocalista de la banda Babybeard.

## Biografía

### Carrera musical
Richard Magarey se inició como luchador en Hong Kong este tiempo, también inicia el atracción por el heavy metal y las luchas. 
En 2011, como músico llevó a cabo una gira por el extranjero. Y más tarde regresaría a Japón en 2013. En 2015 la empresa diseñador de trajes cosplay financia a los miembros de la fundación de Ladybaby.
Richard Magarey habla además japonés, alemán, chino, cantonés e inglés (su lengua materna).
Richard Magarey define su estilo de Cutecore, Desde 2015, es vocalista de Ladybaby.
En agosto de 2016 abandono la banda, dejando un mensaje en su cuenta personal de Facebook, en donde agradecia a todos sus fanes y a sus compañeras de proyecto incluso en medio de las grabaciones del nuevo disco. No se dieron muchos detalles de la salida abrupta de LadyBeard ni por parte de él, ni de la banda, pero siguió con su carrera de músico de forma solista, participando en otros proyectos como con la banda china ATF y la cantante Shiori Tomita. Actualmente forma parte de la banda Deadlift Lolita junto a la modelo japonesa Saiki Reika.

### Actuaciones en España y Latinoamérica
Entre sus actuaciones alrededor del mundo, ha visitado España hasta en tres ocasiones. La primera de ellas en solitario, durante febrero de 2017, en el evento Japan Weekend Madrid. La segunda y tercera junto a Saiki Reika en su grupo Deadlift Lolita: en noviembre de 2017 en el Salón del Manga de Valencia y en febrero de 2018, de nuevo, en Japan Weekend Madrid. En su segunda visita a Madrid grabaría el videoclip de su canción It's 躁タイム!!. Además, LadyBeard en 2016 visitó el evento J'Fest Expo en México. El 15 de abril de 2023 se presentaría con su actual banda BabyBeard en Santiago de Chile en el evento Santander GamersCity  en Movistar Arena. 

## Discografía

### Sencillos

#### Ladybaby
- 2015 «Nippon Manju»
- 2015 «Age-age money»
- 2015 «Range chance»
- 2015 «C'est si bon Kibun»
- 2016 «Bear-chan robot»
- 2016 «Legion»
- 2018 «Biri Biri Money» (colaboración)

#### Deadlift Lolita
- 2017 «SIX PACK TWINS»
- 2017 «Kimi Terasu Sairiumu»
- 2017 «Pump Up JAPAN»
- 2017 «Muscle cocktail»

#### BABYBEARD
- 2021 «NIPPON KARA KONNICHIWA»
- 2021 «PIENNIZER»

#### Colaboraciones
- 2016 «Valentín Kiss» ft. Shiori Tomita
- 2016 «Ghost scrip» ft. ATF
- 2016 «Wanchanarujyan» ft. PEE & Yuuka Furukawa
- 2018 «Super D & D» ft. Murata Tamami
- 2018 «Biri Biri Money» ft. Ladybaby